# 숀 탠
숀 탠(Shaun Tan)은 오스트레일리아의 미술가, 작가이자 영화 제작자이다. 2000년에 지은 그림책 잃어버린 것을 2011년에 애니메이션화하여 아카데미상을 수상했다. 잃어버린 것, 빨간 나무, 그리고 도착의 저작 및 삽화를 맡았다.
탠은 1974년 웨스턴오스트레일리아주 프리맨틀에서 태어나 웨스턴오스트레일리아 주 퍼스 북부 교외에서 자랐다. 2006년에, 그의 그래픽 노블 도착이 뉴사우스웨일스 최고 문학상(New South Wales Premier's Literary Awards) 올해의 책 부문에서 수상했다. 이 책은 2007년 오스트레일리아 어린이 도서 위원회(Children's Book Council of Australia) 올해의 그림책 상과 2006년 웨스턴오스트레일리아 최고 도서상(Western Australian Premier's Book Awards) 최고상도 수상했다.
탠의 작품은 "평범한 동시에 이상하고, 친숙한 동시에 낯설고, 지역적인 동시에 세계적이고, 안심시키는 동시에 두렵고, 가까운 동시에 멀고, 초라한 동시에 고급스러운" "오스트레일리아 양식"으로 묘사된다. "효과에서의 미사여구나 거르기도 없다. 오직 그 자체일 뿐이다."
"어린이 및 청소년 문학에서의 가장 넓은 범위"의 기여에 대해 탠은 2011년 세계 최대의 어린이 도서상인 스웨덴 문화위원회(Swedish Arts Council) 아스트리드 린드그렌 기념상(Astrid Lindgren Memorial Award)을 수상했다.

## 생애 및 이력

### 유년기
소년이었을 때, 탠은 시와 이야기의 삽화를 그리고 공룡, 로봇과 우주선을 그리며 시간을 보냈다. 그는 학교에서 미술에 재능이 있다고 알려졌다. 11세 때, 그는 환상특급 텔레비전 시리즈와 비슷한 주제의 책들의 팬이 되었다. 탠은 이 당시 레이 브래드버리가 좋았다고 언급했다. 이 이야기들은 탠이 짧은 이야기들을 쓰게 만들었다. 어릴 적에 글을 썼던 노력에 대해, 탠은, "이 포부의 증거로서 거절 편지도 몇 장 가지고 있습니다!"라고 언급했다. 탠이 16세일 때, 1990년 오스트레일리아의 잡지 오릴리스(Aurealis)에 탠의 삽화가 처음으로 등장했다.

### 삽화가가 되기까지
탠은 유전학자가 되기 위해 공부를 했으며, 고등학교에서는 미술뿐 아니라 화학, 물리, 역사, 영어도 좋아했기에 그가 뭘 하고 싶은지 잘 몰랐다고 언급했다. 대학교 과정 도중, 탠은 학과 공부에서 미술 활동으로 옮겨가기로 결심했다.
탠은 웨스턴오스트레일리아 대학교(University of Western Australia)에서 회화, 영문학 및 역사 공부를 계속했다. 그는 여기에도 흥미가 있었지만, 이 때 실제 만들어진 작품들은 적었다. 1995년, 그는 학사 학위를 받고 졸업했다.

### 작업
초기에, 탠은 완성작이 흑백으로 인쇄되기 때문에 흑백으로 작업했다. 그가 사용한 흑백 용구로는 펜, 잉크, 아크릴 물감, 목탄, 스크래치 보드, 복사기, 리놀륨 판 등이 있다. 탠은 현재 색이 있는 작품에서도 흑백으로 시작한다. 그는 보통 인쇄 용지에 흑연 연필으로 스케치를 한다. 스케치들은 그 후 부분적으로 추가되거나 지워진 여러 장의 다른 버전들로 만들어진다. 종종 이 과정에 가위를 사용하기도 한다. 제작 초반에 자르고 붙이는 이러한 콜라주 형태의 아이디어는 보통 "유리, 금속, 다른 책에서 잘라낸 조각, 죽은 곤충" 등까지 사용해 완성된 수많은 삽화들으로 나아간다.
탠은 자신을 작업 동안 작품을 여러 번 고치는 느린 작가로 묘사한다. 그는 상실과 소외에 관심이 있으며, 어린이는 자연적 정의에 대해 특히 잘 대처한다고 믿는다. 그는 자신이 이 아이디어의 "통역사와 같다"고 느끼며, 작품이 영화와 (오스트레일리아 실내 관현악단Australian Chamber Orchestra 등에서)음악으로 만들어지는 것이 돋보이고 기쁘게 보인다고 느낀다.

### 영향을 준 작품들
탠은 많은 곳에서 영감을 얻어서 작품을 그리고 그의 작품에서 많은 곳들을 인용한다. 그는 이에 대해 이렇게 언급했다: "저는 영향에 대해서는 두루 관심을 가지며, 이를 공개적으로 인정하는 것도 좋아합니다." 몇몇 영향들은 매우 직접적이다. 잃어버린 것은 탠이 유명한 작품들을 시각적으로 참고했다는 강력한 증거이다. 그가 받은 영향들의 대부분은 더 알아채기 어려우며, 몇몇은 사상적 영향들이다. 아래는 그가 여러 인터뷰에서 언급했던 영향들이다:
- 영화: 브라질, Yellow Submarine
- 영화 감독: 팀 버튼, 테리 길리엄, 스탠리 큐브릭, 리들리 스콧
- 화가와 삽화가: 프랜시스 베이컨, 히에로니무스 보스, 레이몬드 브릭스(Raymond Briggs), 론 브룩스(Ron Brooks), 프레더릭 클레먼트(Frederick Clement), 조지프 코넬(Joseph Cornell), 조르조 데 키리코, 밀턴 글레이저(Milton Glaser), 에드워드 고리(Edward Gorey), 존 올슨(John Olsen), 마이클 루닉(Michael Leunig), 르네 마그리트, 시드니 놀런(Sidney Nolan), 제럴드 스카프(Gerald Scarfe), 가쓰시카 호쿠사이, J. 오토 시볼드(J. Otto Seibold), 피터 시스(Peter Sís), 레인 스미스(Lane Smith), 랄프 스테드만(Ralph Steadman), 아서 스트리튼(Arthur Streeton), 브렛 화이틀리(Brett Whiteley), 존 브랙(John Brack), 프레드 윌리엄스(Fred Williams), 크리스 반 알스버그
- 기타: 화랑의 그림들, "구름의 배치, 빛 효과, 신문의 사진, 또는 슈퍼마켓 배관",[9] 사건, 질감, 물체들의 우연한 배치, 다른 문화 및 시대의 것들, 폴란드식 포스터, 길거리, 구름, 농담, 일상, 사람들, 동물들, 캔버스에 칠을 하거나 색을 섞는 방법

### 후원
숀 탠 어린 예술가상(The Shaun Tan Award for Young Artists)은 서비어코(Subiaco) 시에서 후원되며 5세부터 17세까지의 퍼스 어린이들을 대상으로 한다. 이 상은 2차원 작품들에서의 창의력을 돕는 것이 목적이다. 매년 5월에 수상자들이 발표되고 6월 한 달 동안 서비어코 도서관에서 수상작들이 전시된다.

## 작품

### 저서 및 삽화
- 놀이터(The Playground, 1997년)
- 잃어버린 것[10](2000년)
- 빨간 나무[11](2001년)
- 도착[12](2006년)
- 먼 곳에서 온 이야기들[13](2008년)
- 새의 왕 및 다른 스케치들(The Bird King and other sketches, 2011년)
- 웁사토리움: 헨리 A. 민톡스의 발명품들(The Oopsatoreum: inventions of Henry A. Mintox, 2012년)
- 여름의 규칙[14](2013년)

### 삽화
- 파이프(Pipe, 제임스 몰로니James Moloney 저, 1996년)
- 길고양이(The Stray Cat, 스티브 폴슨Steven Paulsen 저, 1996년)
- 인형(The Doll, 재닌 버크Janine Burke 저, 1997년)
- 반쯤 죽은 자(The Half Dead, 개리 디셔Garry Disher 저, 1997년)
- 보는 자(The Viewer, 개리 크루Gary Crew 저, 1997년)
- 토끼들[15](존 마즈든(John Marsden) 저, 1998년)
- 힉스빌의 공포(The Hicksville Horror, 네트 힐튼Nette Hilton 저, 1999년)
- 꼭두각시(The Puppet, 이언 본Ian Bone 저, 1999년)
- 기념비(Memorial, 개리 크루 저, 1999년)
- 예쁜 괴물들(Pretty Monsters, 켈리 링크 저, 2008년)

### 설치미술
- 서비어코 공립 도서관 내 어린이 도서 구역 벽화(웨스턴오스트레일리아 주 퍼스)

## 타 매체에서
- 잃어버린 것은 단편 애니메이션으로 만들어져 아카데미상을 수상했다.
- 잃어버린 것은 시드니의 로-텔(Lo-Tel) 밴드의 앨범에 영감을 주어, 책 속 작품들이 담긴 앨범으로 만들어졌다.
- 잃어버린 것은 캔버라의 어린이 극장인 직소 극장(Jigsaw Theatre) 사에서 연극으로 만들어졌다. 이 연극은 2006년 오스트레일리아 어린이 축제(Australia's Children Festival, 캔버라)의 국립 미술관(National Gallery) 행사와 추카스! 어린이 축제(Chookahs! Kids Festival, 멜버른)의 멜버른 아트 센터(The Arts Centre) 행사에서의 주요 공연이 되었다.
- 숀 탠의 책에 기반한 연극 빨간 나무는, 퀸즐랜드 공연예술 센터(Queensland Performing Arts Centre)에서 만들어졌다.
- 빨간 나무 음악회는 작곡가 마이클 예저스키(Michael Yezerski)와 리처드 토그네티(Richard Tognetti)에 의해 만들어졌다; 오스트레일리아 실내 관현악단과 곤드와나 합창단(Gondwana Voices)에 의해 공연되어, 책 속의 이미지들을 등장시켰다.
- 도착 속 이미지들은 오스트레일리아 실내 관현악단에서 리처드 토그네티의 지휘 아래 공연된 쇼스타코비치의 현악 사중주 No. 15 공연 도중 상영되었다.
- 도착은 레드 리프 극장(Red Leap Theatre)에서 무대에 올랐다.[16]
- 도착은 음악가이자 작곡가인 벤 월시(Ben Walsh)가 민든 18곡의 관현악 연주를 배경으로 상영되었다. 이는 시드니 오페라 하우스, 멜버른 연주 센터(The Melbourne Recital Centre), 그리고 애들레이드의 왕립극장(Her Majesty's Theatre)에서 공연되었다.
- 토끼들은 케이트 밀러하이드키가 2015년 퍼스 국제 예술제(Perth International Arts Festival)에서 초연한 오페라의 기반이 되었다.